# Buena Vista, Tlacoapa
Buena Vista är en ort i Mexiko.   Den ligger i kommunen Tlacoapa och delstaten Guerrero, i den sydöstra delen av landet, 250 km söder om huvudstaden Mexico City. Buena Vista ligger 1 612 meter över havet och antalet invånare är 335.
Terrängen runt Buena Vista är kuperad åt nordost, men åt sydväst är den bergig. Terrängen runt Buena Vista sluttar söderut. Runt Buena Vista är det ganska glesbefolkat, med 42 invånare per kvadratkilometer. Närmaste större samhälle är Malinaltepec, 17,5 km öster om Buena Vista. I omgivningarna runt Buena Vista växer huvudsakligen savannskog.